# Liste de félins de fiction
Cette liste contient des grands fauves (tigres, lions, panthères etc.) présents dans des œuvres de fiction.

## Animation
- Alcibiade, le puma rose à faux-col blanc de la la série de même nom.
- Alex, le lion des films Madagascar, Madagascar 2 et Madagascar 3 : Bons baisers d'Europe
- Bagheera, la panthère noire dans Le Livre de la jungle (film, 1967)
- Danneh, le tigre royal de Danneh, tigre royal de John Hagenbeck
- Diego, le tigre à dents de sabre dans la série de films L'Âge de glace.
- Gringer, le tigre de Musclor dans Les Maîtres de l'Univers
- Kon, du manga et de l'anime Bleach
- Kira la tigresse de l'Âge de Glace
- La Panthère rose, personnage du dessin animé du même nom
- Larry, le lion blanc dans Le Roi de Las Vegas.
- Leo, le lion du Roi Léo, de Osamu Tezuka
- Lippy, de la série Lippy le lion
- Moloch, tigre accompagnant Corentin
- Mufasa, Nala, Scar et Simba, les lions du Roi lion
- Prince Jean un lion dans Robin des Bois des studios Disney
- Rajah, le tigre de la princesse Jasmine, dans Aladdin
- Sabor, la jaguar dans le film d'animation Tarzan des studios Disney
- Sandokân, le capitaine est représenté par un tigre dans la série télévisée de 1993.
- Shere Kahn, le tigre dans Le Livre de la jungle (film, 1967)
- Socrate, le lion dans Animaux et Cie.
- Tai Lung, le léopard des neiges dans Kung Fu Panda
- Tigre blanc dans Siegfried & Roy: Masters of the Impossible.
- Tigresse, la tigresse dans Kung Fu Panda

- Tigrou, l'ami tigre de Winnie l'ourson

## Bandes dessinées
- Bubastis, le félin génétiquement modifié d'Ozymandias dans Watchmen ;
- Data 7, la panthère noire dans Cybersix ;
- Hobbes, le tigre de Calvin dans Calvin et Hobbes ;
- Koj, personnage tigre dans le comics Tellos ;
- Moloch, tigre accompagnant Corentin ;
- Shiva, la tigresse du roi Ezekiel de la série The Walking Dead.

## Cinéma
- Aslan le lion dans Le Monde de Narnia : Le Lion, la Sorcière blanche et l'Armoire magique ;
- Bébé le léopard dans L'Impossible Monsieur Bébé de Howard Hawks ;
- Charlie le puma dans Charlie, le couguar ;
- Clarence le lion dans Clarence, le lion qui louchait ;
- Douma ou Duma le guépard dans Duma et Douma et ses amis
- Joe, le lion de Zookeeper ;
- Koumal et Sangha les deux frères tigres du film de Jean-Jacques Annaud ;
- Raja, le tigre dans Les pas du tigres ;
- Richard Parker, tigre dans L'Odyssée de Pi ;
- Samson le lion du cirque "Fanny" dans Mon frangin du Sénégal ;
- Susan la panthère dans Le Cerveau ;
- Togar, le lion devenu fou dans Roar.

## Littérature

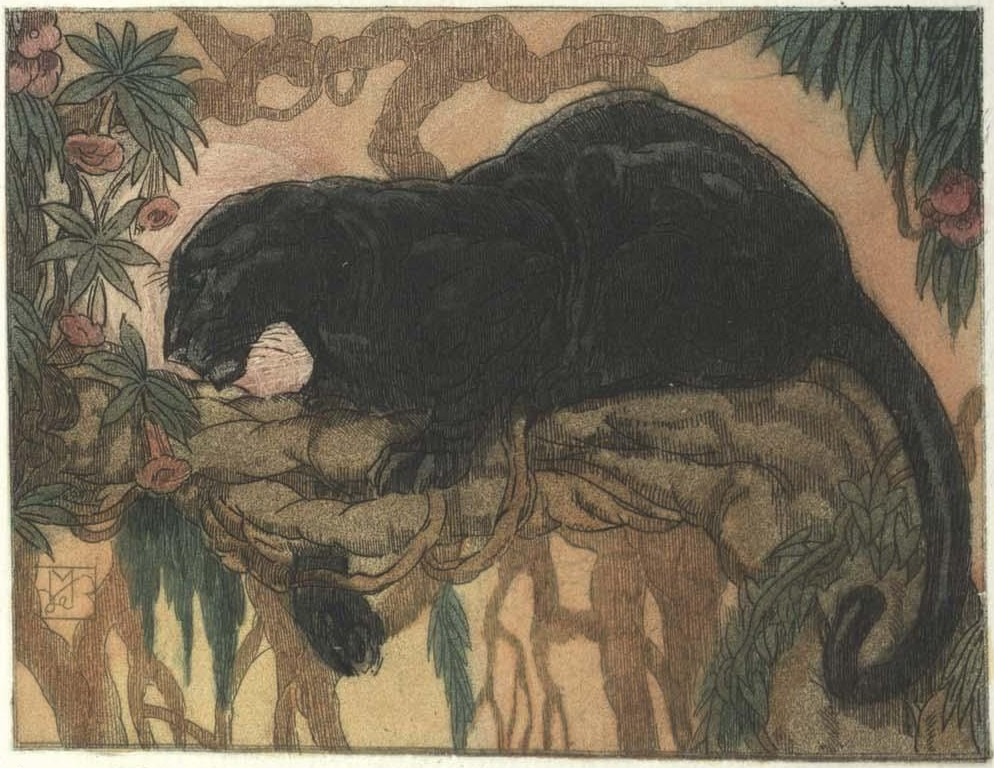
Bagheera, la panthère noire du Livre de la Jungle.

- Bagheera, la panthère noire du Livre de la Jungle.Bagheera, la panthère noire et Shere Khan, le tigre du Livre de la jungle de Rudyard Kipling ;
- Bébé, le lion des cavernes apprivoisé d'Ayla dans la Vallée des Chevaux de Jean M. Auel ;
- Guenhwyvar,  panthère noire dans l'univers de fiction des Royaumes oubliés ;
- Guin Saga, mystérieux guerrier à tête de léopard dans la série de nouvelles du même nom ;
- Jad-bal-ja, lion apprivoisé de Tarzan ;
- King, lion dans le roman de Joseph Kessel ;
- Le lion peureux dans Le Magicien d'Oz ;
- Louison, tigresse du Capitaine Corcoran ;
- Stelmaria, le dæmon panthère des neiges de Lord Asriel dans À la croisée des mondes.
- Sabor la lionne dans Tarzan Seigneur de la jungle de Edgar Rice Burroughs (est une jaguar dans l’adaptation Tarzan de Disney)

## Télévision
- Clarence, lion dans Daktari (Série télévisée)
- Cleopatra, Theo, Lionel et Leona dans Between the Lions (en) ;
- Dany le tigre dans Le Village de Dany ;
- Drooper le lion dans Banana Split ;
- Shiva la tigresse du roi Ezekiel de la série The Walking Dead.

## Autres
- Tony le Tigre (en), mascotte pour des céréales Kellogg's.